# 998
Раннє Середньовіччя  •  Епоха вікінгів  •  Золота доба ісламу  •  Реконкіста

## Геополітична ситуація
|                                   |
| Політична мапа Європи на 998 рік. |

Візантію очолює Василій II Болгаробійця. Оттон III є імператором Священній Римській імперії.
Королем Західного Франкського королівства став, принаймні формально, Роберт II Побожний.
Апеннінський півострів розділений між численними державами: північ належить Священній Римській імперії,  середню частину займає Папська область, на південь від Римської області  лежать невеликі незалежні герцогства, деякі області на півночі та на півдні належать Візантії, інші окупували сарацини. Південь Піренейського півострова займає Кордовський халіфат на чолі з Хішамом II. Північну частину півострова займають королівство Астурія і королівство Галісія та королівство Леон, де править Бермудо II.
Королівство Англія очолює Етельред Нерозумний.
У Київській Русі триває правління Володимира. У Польщі править Болеслав I Хоробрий.  Перше Болгарське царство частково захоплене Візантією, в іншій частині править цар Самуїл. У Хорватії триває правління Светослава Суроньї.  Великим князем мадярів є Стефан I.
Аббасидський халіфат очолює аль-Кадір, в Єгипті владу утримують Фатіміди, в Середній Азії — Саманіди, починається становлення держави Газневідів. У Китаї продовжується правління династії Сун. Значними державами Індії є Пала, Пратіхара, Чола. В Японії триває період Хей'ан.

## Події
- Імператор Священної Римської імперії Оттон III прибув із військом з Німеччини до Рима і відновив на святому престолі папу Григорія V. Антипапу Івана XVI було впіймано, принижено й відправлено до монастиря в Німеччині.
- Махмуд Газневі виграв битву при Газні і став правителем міста.
- Французький король Роберт II Побожний всупереч волі папи Григорія V відновив Арнульфа на посаді архієпископа Реймса. Папа скасував шлюб короля, а потім відлучив його з дружиною від церкви.
- В Угорщині спалахнуло, але було придушене, повстання прихильників язичництва проти християнського великого князя Стефана I.
- Хорватські претенденти на трон Крешимір та Гойслав, що повстали проти свого старшого брата Светослава, отримали допомогу від болгарського царя Самуїла.